# نسخ كتابي

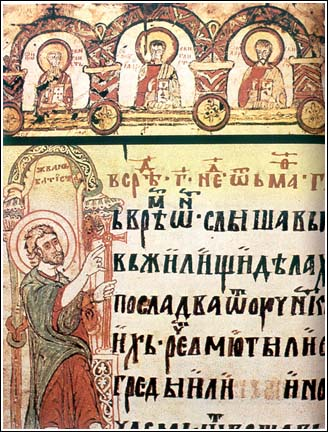

النسخ الكتابي (بالإنجليزية: Orthographic transcription)‏ في اللغة هي طريقة في النسخ بحسب قواعد الكتابة في لغة معينة.